# LLM01

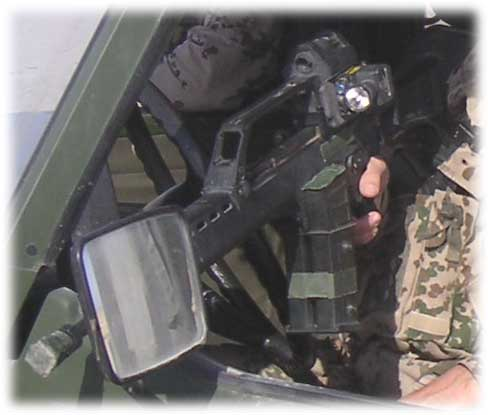
G36A1 mit LLM01 in Vorderansicht

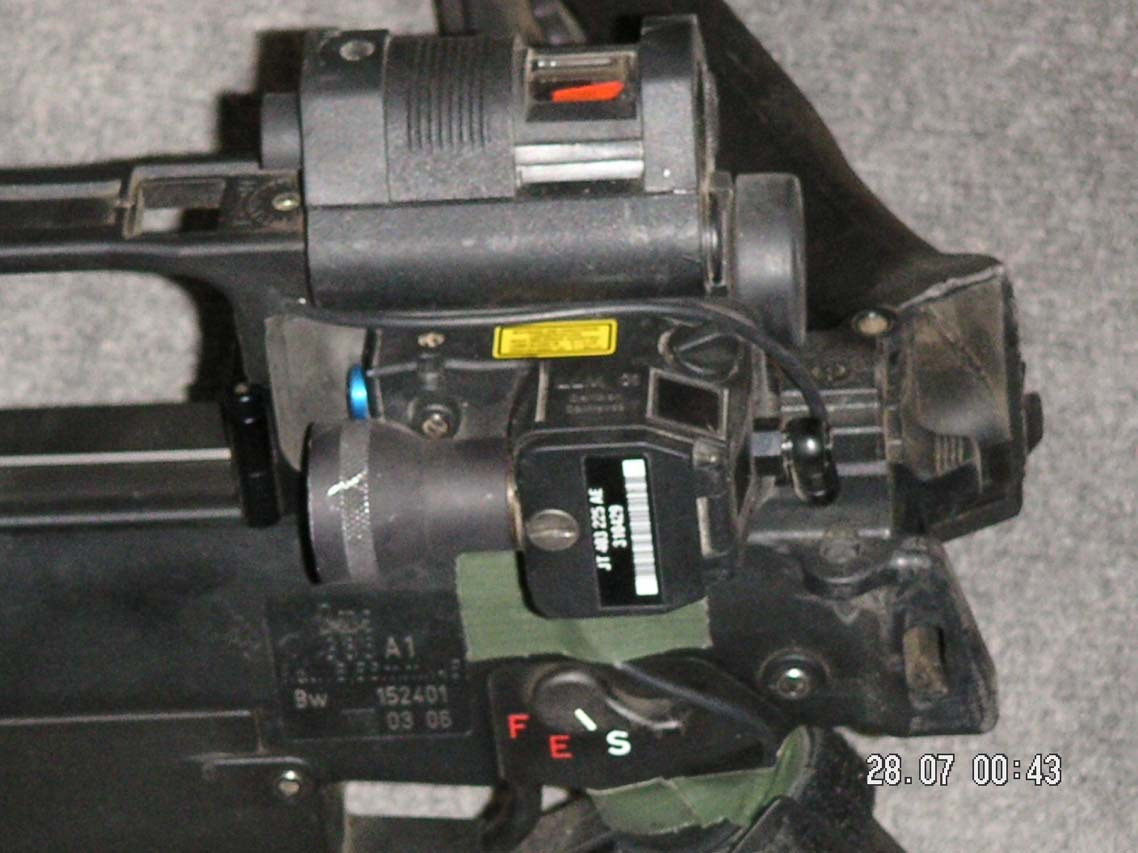
G36A1 mit LLM01 in Seitenansicht

Das LLM01 (Laser-Licht-Modul) ist eine adaptive Zielerfassungszusatzausstattung. Es wird vom deutschen Unternehmen Rheinmetall Defence in Stockach hergestellt.
Bei der Bundeswehr wird es unter anderem am G36 mittels einer Metallklemme an der linken Seite des Hauptvisierträgers befestigt. Die British Army setzt es beim SA80 ein.
Das LLM01 bietet folgende „Beleuchtungsoptionen“:
- A) Weißlichtscheinwerfer: Der Scheinwerfer ist sehr lichtstark.
- B) Nicht augensicherer roter Laserpunkt: Die Sichtbarkeit hängt von den Umgebungslichtverhältnissen ab und ist gut geeignet für den Schnellschuss. Bei Dunkelheit beträgt die Reichweite mehr als 200 m.
- C) IR-Laser: Er ist nur sichtbar, wenn LUCIE oder ein anderes IR-Nachtsichtgerät verwendet wird. Diese Option ist zweckmäßig, da der Feind die eigene Position schwieriger (als bei sichtbarem Laser, Option B) aufklären kann, außer er verfügt ebenfalls über eine IR-Nachtsichtausrüstung.
- D) IR-LED-Nahfeldbeleuchtung
- E) Kombination aus A & B: Sie wird eingesetzt zum Ausleuchten und gleichzeitiger Haltepunktbestimmung durch den roten Laserpunkt.
- F) Kombination aus C & D: Sie wird eingesetzt zum Ausleuchten und gleichzeitiger Haltepunktbestimmung wenn LUCIE oder anderes IR-Nachtsichtgerät verwendet wird.

Alle Lichtquellen haben fünf Helligkeitsstufen.
Die Beleuchtungsoptionen können an der Oberseite des Geräts mittels beschriftetem Drehwahlschalter angewählt werden. Die Auslösung erfolgt entweder durch einen Knopf direkt auf dem Gerät (auch als Dauerfunktion) oder wahlweise durch einen Druckschalter, der mittels eines Kabels an verschiedenen Positionen der Waffe befestigt werden kann. Die zweckmäßigste Position des Kabelschalters stellt hierbei eine Befestigung am Handschutz der Waffe dar. Bei dieser Variante kann das LLM01 mit der waffenunterstützenden Hand bedient werden und dient gleichzeitig zur besseren Findung eines reproduzierbaren Waffengriffs.
Im zivilen Umfeld darf es, mit Ausnahme der Polizei und des Zolls, in Deutschland nicht benutzt werden, da es wie alle Lichteinrichtungen an Waffen laut Waffengesetz (§ 1 Anlage 1 Abschnitt 4.1, Abs. 1) verboten ist.